# Józef Mierzejewski
Józef Mierzejewski herbu Szeliga (zm. po 1799 roku) – strażnik polny koronny z rangą generała lejtnanta w latach 1777–1792, rotmistrz chorągwi kawalerii narodowej.
Na Sejmie Rozbiorowym w 1775 roku powołany ze stanu rycerskiego do Komisji Wojskowej Koronnej.  Poseł na sejm 1778 roku z ziemi chełmskiej. Członek Departamentu Wojskowego Rady Nieustającej w 1779 roku. Był posłem na Sejm Czteroletni 1788–1792 z województwa podolskiego. Podpisał manifest przeciwko uchwaleniu Konstytucji 3 Maja. Członek Sztabu Generalnego Wojska Koronnego w 1792 roku. Był konsyliarzem konfederacji koronnej w konfederacji targowickiej. 
W 1780 roku został kawalerem Orderu Świętego Stanisława.